# 费尔南多·博纳蒂
费尔南多·博纳蒂（義大利語：Fernando Bonatti，1894年8月26日—1974年10月14日），意大利男子体操运动员。他曾获得1920年夏季奥运会体操比赛男子团体全能金牌。他于1974年去世，享年80岁。